# Mesembrius lagopus
Mesembrius lagopus är en tvåvingeart som först beskrevs av Friedrich Hermann Loew 1860.  Mesembrius lagopus ingår i släktet Mesembrius och familjen blomflugor. Inga underarter finns listade i Catalogue of Life.